# Красный (Сапожковский район)
Красный — упразднённый посёлок в Сапожковском районе Рязанской области России. На момент упразднения входил в состав Новокрасненского сельского поселения. Упразднен в 2003 году.

## География
Урочище находится в южной части Рязанской области, в лесостепной зоне, в месте впадения балки Малышева в реку Ищередь, на расстоянии примерно 10 километров (по прямой) к северо-западу от села Новокрасное.

### Климат
Климат характеризуется как умеренно континентальный, с тёплым летом и умеренно холодной снежной зимой. Среднегодовая температура воздуха — 4,3 °C. Средняя температура воздуха самого холодного месяца (января) — −11,4 °C; самого тёплого месяца (июля) — 19 °C. Вегетационный период длится около 180 дней. Среднегодовое количество осадков — 551 мм, из которых 365 мм выпадает в период с апреля по октябрь.

## Население
Согласно результатам переписи 2002 года постоянное население в посёлке отсутствовало.